# Viva!
VIVA! - „revista celebrităților”, a fost lansată în 1999 pe piața media românească. În paginile revistei sunt prezentate vedete din România și internaționale, se scrie despre stilul acestora de viață, despre evenimente din viața mondenă, sunt publicate interviuri în exclusivitate sau sunt redate portrete ale unor celebrități din zona divertismentului, culturii și sportului. Revista este deținută de compania media Ringier Romania.

## Echipa redacțională
Din 2002, redactor șef al revistei VIVA! este Cristina Stănciulescu. Aceasta povestește pe blogul revistei cum a ajuns la VIVA! și, ca o concluzie, de ce a rămas: 
„Asa am ajuns aici unde am și rămas, încercând să demonstrez că jurnalismul monden este un gen respectabil și că nu are importantă despre ce scrii, atâta vreme cât o faci cu onestitate și profesionalism.” 

## Blog
Pe blogul revistei Viva! scriu articole Cristina Stănciulescu (Redactor șef), Claudia Cosma (Redactor) și Florentina Liutic (Redactor). Crezul echipei, așa cum este specificat pe blog, este următorul: „Suntem o echipă de jurnaliști care vor să demonstreze că se poate scrie despre mondenitate, celebritate și stil fără să creeze scandal și fără să-l cultive.”